# Mont Gagnon
Le mont Gagnon est un sommet des monts Sutton culminant entre 851 m et 855 m d'altitude, en Estrie au Québec. Il est situé juste au nord-est du sommet Rond et au sud-ouest du mont Écho. Entre eux, se trouvent trois lacs : le lac Spruce, le lac Vogel, ainsi que le lac Mud Pound.

## Géographie

### Faune et flore
La montagne a la particularité d’être un des deux endroits où l’on retrouve la végétation de l’étage montagnard dans la région écologique 2c.